# ダビデの村に
ダビデの村に（ダビデのむらに、Once in Royal David's City）は、クリスマス讃美歌の一つ。最初の出版は1848年である.。Henry Gauntlett作曲。

## 聖句
ルカ2章「此處に居るほどに、マリヤ月滿ちて、初子をうみ、之を布に包みて馬槽に臥させたり。旅舍にをる處なかりし故なり。この地に野宿して、夜群を守りをる牧者ありしが、主の使その傍らに立ち、主の榮光その周圍を照したれば、甚く懼る。御使かれらに言ふ『懼るな、視よ、この民一般に及ぶべき、大なる歡喜の音信を我なんぢらに告ぐ。今日ダビデの町にて汝らの爲に救主うまれ給へり、これ主キリストなり。なんぢら布にて包まれ、馬槽に臥しをる嬰兒を見ん、是その徴なり』」

## 所収
讃美歌 (1954年版)469番、日本福音連盟の聖歌658番「たびびとがふたり」。

## 歌詞
1.

ダビデ王の村の

いやしいうまや、

母は赤ちゃんを横たえた

かたわらの飼葉おけに

母はマリヤ

イエス・キリストは小さな子であった。

2.

主は天から地に来られた

神なるお方、すべての主

主がおられるのはうまや（ステーブル）

ゆりかごはストール

貧しく、軽蔑される、下層の者と共に

私たちの聖なる救い主は、住まわれました。

3.

主は子どもたちのように

日々成長された

主は小さく、弱く、無力な姿であった

涙も笑いもご存じであり

悲しみも喜びも知っておられる。

4.

私たちはついに主にまみえる

主のあがないの愛によって

無力にみえた小さな子は

いと高き天におられる私たちの主

主は子どもたちを

住まいに導いてくださる

5.

その時は貧しく低いうまやではなく、

家畜にかこまれているのではなく

私たちは主を見る。天において

天で父なる神の右に座しておられる主

神の子どもたちにかこまれている